# LIVE FILMS TOWA -episode zero-
『LIVE FILMS TOWA -episode zero-』(ライブ フィルムズ トワ エピソードゼロ)はゆずのライブビデオ。2016年4月27日にトイズファクトリーから発売。

## 概要
2015年の10月20日から2016年の1月3日まで開催されたアルバムリリースを先駆けたアリーナツアー「YUZU ARENA TOUR 2015-2016「TOWA-episode zero-」」から最終日1月3日のさいたまスーパーアリーナでのツアーファイナルの模様が収められている。「録歌選 TOWA」と同時発売。1月3日のライブ映像をはじめ、アルバム発売後に行われたスペシャルライブ含む他公演で披露された「TOWA」収録楽曲4曲を厳選収録した「TOWA LIVE SELECTION」、各公演でのMCが収録されている。DVDとBlu-rayの二形態で発売。
アルバムの世界観を具現化した巨大セット“キャッスル・オブ・トワ”をはじめとする11トントラック36台分におよぶ壮大なセット・演出に加え、デビュー20周年を目前により成熟された北川悠仁、岩沢厚治のパフォーマンスが発揮された圧巻のライブ映像となっている。

## 収録内容

### DISC 1
1. HAMO
2. REASON
3. T.W.L
4. 少年
5. 栄光の架橋
6. 友達の唄
7. いっぱい
8. ルルル
9. みそら
10. た Ri ナ ぃ
11. つぶやき
12. かける
13. TOWA
14. ポケット
15. 夢の地図　～お正月Ver.～
16. 慈愛への旅路
17. 夏色
18. OLA!!
19. 終わらない歌

### DISC 2
1. 夕焼け雲
2. いつもの病気
3. 二人三脚[Album Session]
4. 終わりの歌

1. TOWA 質問コーナー傑作選～エンドレスちゃん、持ってきて～